# التون براون
التون براون (انگلیسی: Elton Brown؛ زادهٔ ۱۵ سپتامبر ۱۹۸۳) بازیکن بسکتبال اهل ایالات متحده آمریکا است.
از باشگاه‌هایی که در آن بازی کرده‌است می‌توان به باشگاه بسکتبال ستاره سرخ بلگراد اشاره کرد.